# Liste der Naturdenkmale in Taucha

Wappen von Taucha

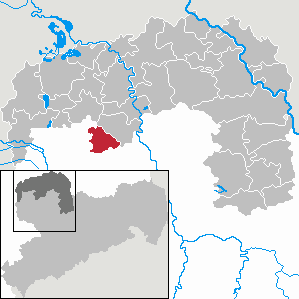
Lage von Taucha

In der Liste der Naturdenkmale in Taucha werden die Einzel-Naturdenkmale, Geotope und Flächennaturdenkmale in der nordsächsischen Gemeinde Taucha und ihren Ortsteilen Cradefeld, Dewitz, Döbitz, Graßdorf, Merkwitz, Plösitz, Pönitz, Seegeritz, Sehlis, Taucha aufgeführt.
Bisher sind lt. Quellen 0 Einzel-Naturdenkmale, 1 Geotope und 2 Flächennaturdenkmale bekannt und hier aufgelistet.
Die Angaben der Liste basieren auf Daten des Geoportal Sachsenatlas und den Daten auf dem Geoportal Nordsachsen.

## Definition
„Gesetz über Naturschutz und Landschaftspflege (BNatSchG), § 28 Naturdenkmäler:
 Naturdenkmäler sind rechtsverbindlich festgesetzte Einzelschöpfungen der Natur oder entsprechende Flächen bis zu fünf Hektar, deren besonderer Schutz erforderlich ist
1. aus wissenschaftlichen, naturgeschichtlichen oder landeskundlichen Gründen oder
2. wegen ihrer Seltenheit, Eigenart oder Schönheit.“

„SächsNatSchG, § 18 Naturdenkmäler (zu § 28 BNatSchG):
1. Die Erklärung nach § 22 Abs. 1 BNatSchG von Teilen von Natur und Landschaft als Naturdenkmal erfolgt durch Rechtsverordnung oder Einzelanordnung.
2. Über § 28 Abs. 1 BNatSchG hinaus können Naturdenkmäler zur Sicherung von Lebensgemeinschaften oder Lebensstätten von im Bestand gefährdeten oder streng geschützten Arten festgesetzt werden.“

## Legende
- Bild: zeigt ein vorhandenes Foto des Naturdenkmals.
- Nr: zeigt die jeweilige Nr. des Objekts[Anm. 1]
- Beschreibung: beschreibt das Objekt näher
- Koordinaten: zeigt die Lage auf der Karte
- Quelle: Link zur Referenzquelle

## (Einzel-)Naturdenkmale (ND)
Aufgrund der Quellen ist bisher kein Einzel-Naturdenkmal in der Gemeinde Taucha bekannt.

## Geotope
| Bild           | GEO-Nr. | Ortsteil | Alter  | Beschreibung | Koordinaten                  | Quellen |
| -------------- | ------- | -------- | ------ | --- | ---------------------------- | ------- |
| Weitere Bilder | nso: 30 | Taucha   | unbek. | der 1930 zu Ehren Otto Bornack (15.03.1920 gefallen beim Kapp-Putsch) aufgestellte Granitfindling (Bornackstein) im Tauchaer Park am kleinen Schöppenteich | 51° 22′ 48″ N, 12° 29′ 38″ O | nso:30  |

## Flächen-Naturdenkmale
| Bild           | FND-Nr.  | Ortsteil  | Größe  | Beschreibung | Koordinaten                  | Quelle  |
| -------------- | -------- | --------- | ------ | --- | ---------------------------- | ------- |
| Weitere Bilder | tdo: 184 | Cradefeld | 1,15ha | der Steinerts Berg mit einer Höhe von 129 m ü.NHN liegt nördlich des Tauchaer Ortsteils Cradefeld und ist als ein typischer Hügel der Tauchaer Endmoräne Lebensraum für viele geschützte Tierarten und einige Pflanzenarten aus der rote Liste Sachsens (RLS). Er wurde bereits 1938 als natürliches Geotop unter Schutz gestellt und ist seit 1973 ein Flächennaturdenkmal. | 51° 23′ 45″ N, 12° 29′ 22″ O | nso:140 |
| Weitere Bilder | tdo:185  | Dewitz    | 0,93ha | in der Feuchtwiese Dewitz / Kleiner Seich entspringt in einer Feuchtwiese östlich vom Tauchaer Ortsteil Dewitz in der Tauchaer Endmoränen-Landschaft das kleine Bächlein 'Kleiner Seich', welches dann in die Parthe mündet. Aus dem eiszeitlichen Geschiebekörpers des Schwarzen Berges tritt in Folge einer bindigen Unterschicht Quellwasser an die Oberfläche. Am Südrand des FND befindet sich die Orchideenwiese "Kleiner Seich", welche eingesäumt von einem Bruchwaldrest und einem Röhrichtgürtel als binsen- und seggenreiche Nasswiese, die Heimat für eine der letzten heimischen Orchideenarten, das Breitblättrige Knabenkraut (Dactylorhiza majalis) bietet. Des Weiteren sind Vorkommen von Mädesüß (Filipendula ulmaria), Bach-Nelkenwurz (Geum rivale), Wiesen-Schaumkraut (Cardamine pratensis) und Herbst-Zeitlose (Colchicum autumnale) nachgewiesen wurden. | 51° 23′ 1″ N, 12° 32′ 6″ O   | nso:142 |